# Theophil Antonicek
Theophil Antonicek (* 22. November 1937 in Wien; † 19. April 2014 ebenda) war ein österreichischer Musikwissenschaftler.

## Werdegang
Theophil Antonicek studierte Musikwissenschaft an der Universität Wien bei Erich Schenk, 1962 erfolgte die Promotion, 1978 die Habilitation. Bis zu seiner Versetzung in den Ruhestand war er Universitätsdozent an der Universität Wien.
Antonicek war seit 1984 korrespondierendes und seit 1995 wirkliches Mitglied der philosophisch-historischen Klasse der Österreichischen Akademie der Wissenschaften sowie ab 1998 Herausgeber der Denkmäler der Tonkunst in Österreich. Zudem betreute er von 1998 bis 2010 die Publikationsreihe „Studien zur Musikwissenschaft“. Als Mitbegründer der Österreichischen Gesellschaft für Musikwissenschaft leitete er diese als Generalsekretär von 1973 bis 1983 und als Präsident von 1990 bis 1996. Von 1998 bis zu seinem Tod war er wissenschaftlicher Leiter des Anton Bruckner Instituts Linz.
Anlässlich seines 70. Geburtstags wurde er durch ein Symposion geehrt.
Am 5. Mai 2014 wurde Theophil Antonicek auf dem Romantikerfriedhof in Maria Enzersdorf beigesetzt.

## Publikationen (Auswahl)
- Ignaz von Mosel (1772–1844). Biographie und Beziehungen zu den Zeitgenossen. Maschinenschriftl. Dissertation, Universität Wien 1962.
- Das Musikarchiv der Pfarrkirche St. Karl Borromäus in Wien. Wien 1968 u. 1973.
- Musik im Festsaal der Österreichischen Akademie der Wissenschaften. Wien, Köln, Graz 1972.
- Studien zum Wiener Musikleben in der Zeit der Klassik und des Biedermeier. Wien 1978.
- Anton Bruckner und die Wiener Hofmusikkapelle. [Mit Tab.] Graz : Akadem. Druck- u. Verlagsanst. 1979.
- Theophil Antonicek und Elisabeth Hilscher: Vivaldi. Akademische Druck- und Verlagsanstalt, Graz 1997. ISBN 3-201-01677-2.
- Theophil Antonicek (Hrsg.): Musikwissenschaft als Kulturwissenschaft: damals und heute; internationales Symposion (1998) zum Jubiläum der Institutsgründung an der Universität Wien vor 100 Jahren. (Wiener Veröffentlichungen zur Musikwissenschaft; Bd. 40) Tutzing 2005.

## Ehrungen
- Verleihung des Berufstitels Außerordentlicher Universitätsprofessor durch den Bundespräsidenten (auf Grund der Entschließung des Bundespräsidenten BGBl. II Nr. 2008/49 durfte seit 2008 der Berufstitel Universitätsprofessor geführt werden)
- Verleihung des Ehrendoktorats der Masaryk-Universität in Brünn 2000[1]
- Elisabeth Theresia Hilscher (Hrsg.): Österreichische Musik – Musik in Österreich. Beiträge zur Musikgeschichte Mitteleuropas. Theophil Antonicek zum 60. Geburtstag. Hans Schneider, Tutzing 1998
- Verleihung des goldenen Doktordiploms der Universität Wien 2013